# Gefecht bei Riez
Das Gefecht bei Riez, auch Gefecht bei Île de Riez (Combat de Riez, zeitgenössisch: Combat de l'île de Rié), am 16. April 1622 beim Dorf Île de Riez (heute: Saint-Hilaire-de-Riez) ereignete sich während des Feldzuges von König Louis XIII. gegen die Hugenotten.

## Vorgeschichte
Zu Beginn des Jahres 1622 hatten hugenottische Truppen unter dem Kommando von Benjamin de Rohan Teile des Pays nantais (das Umland von Nantes, im Süden der der historischen Bretagne) erobert, die Île d’Oléron befestigt, Saujon, Mornac, Royan, Blaye, das Médoc, und das Château de Chaume erobert sowie Les Sables-d’Olonne besetzt. Die königlichen Truppen unter dem Kommando von Jean Louis de Nogaret de La Valette, Timoléon d’Epinay de Saint-Luc und François V. de La Rochefoucauld hatten darauf zunächst nicht reagiert oder reagieren können. Nachdem die Hugenotten das westliche Poitou (Bas-Poitou, unteres Poitou) eingenommen hatten, entschloss sich Louis XIII., persönlich einzugreifen. Er verließ Paris am 20. März 1622 und kam am 10. April in Nantes an.
Die Hugenotten standen mit 7.000 Mann Infanterie, 700 Reitern und 7 Kanonen nordöstlich von Les Sables-d’Olonne in Île de Riez. Am 13. April stand die königliche Armee bei Legé südlich von Nantes, von wo aus sie sich in Marsch setzte. Während die Hugenotten ihre Beute in Saint-Gilles-sur-Vie und in Croix-de-Vie (heute Saint-Gilles-Croix-de-Vie) auf 14 Schiffe verluden, stellte der Prince de Condé seine Armee in Marschordnung auf.

## Ausgangslage
Als der Maréchal de camp Jean-Louis de Marillac am 14. April in Challans ankam, wurde er von den Einwohnern von Île du Perrier (zeitgenössische Schreibweise: Perié; heute: Le Perrier) über die Anwesenheit der Hugenotten in Île de Riez informiert. Zwischen den beiden Dörfern lag der Canal de Besse mit der Brücke Pont d'Orouet. Daraufhin schickte Marillac eine Aufklärungsabteilung aus 50 Carabiniers und 30 adeligen Reitern gegen das Dorf Perrier vor. Als diese die Brücke von Orouet erreichten, sahen sie, dass Bauern aus dem Dorf diese gegen hugenottische Angriffe verteidigten. Die Carabiniers griffen in den Kampf ein, woraufhin sich die Angreifer zurückzogen.
Der König, inzwischen in Challans angekommen, befahl dem Maréchal de Vitry, mit 14 Kompanien des Régiment des Gardes françaises zur Verstärkung nach Île du Perrier, um den Ort zu sichern. Am 15. April logierte Louis XIII. mit seinem Stab im Weiler Perrier und zog dort seine Streitkräfte zusammen. Er schickte die Reiterei nach Saint-Jean-de-Monts und beschloss, bei Ebbe den Meeresarm zu passieren und mit seiner ganzen Armee die Hugenotten bei Tagesanbruch anzugreifen.

## Die Aufstellung zur Schlacht
Die Ordre de bataille (Schlachtordnung) wurde von François de Bassompierre entwickelt:

„Die Truppen stehen um 10 Uhr am Abend bereit. Die Infanterie stellt sich in der Ebene links vom Quartier des Königs auf:
- An der Spitze fünf Bataillone des Régiment des Gardes françaises in Rautenform aufgestellt,
- dahinter das Régiment Gardes suisses mit zwei großen Bataillonen.
- dann 2 Bataillone des Régiment de Normandie
- dann das Régiment de Navarre

Auf der Ebene rechts vom Quartier des Königs steht die Kavallerie mit sieben Cornettes:
- an der Spitze dies Carabins d'Esplans
- dahinter die Chevau-légers de Châteaubriant, die Chevau-légers de la garde und die Gendarmes de la garde,
- dann eine gemischte Escadron aus 50 Chevaulegers und 50 Gendarmes
- dahinter die Adeligen „de la Reine-mère“ mit den Volontaires
- Am Ende die Kompanie der Chevaulegers du duc de Guise.

Henri II. de Bourbon-Condé, Lieutenant général der Armee befehligt die Vorhut aus den Carabiniers, den Chevaulegers und den Gardes françaises.

Der König kommandiert das Zentrum aus der Gendarmerie und den Schweizern.

Louis de Bourbon-Soissons kommandiert die Nachhut aus den Regimentern Normandie und Navarre.“

In Reserve
- das Régiment d'Estissac
- das Régiment de Saint-Vincent
- das Régiment de Vitry

## Das Gefecht
Am 16. April um Mitternacht setzten sich 7.000 königliche Infanteristen in Bewegung, durchquerten eine Furt und lagerten zunächst unbemerkt vor Île de Riez. Gegen 4 Uhr morgens formierte sich eine zwei Kilometer lange Linie und marschierte auf die Hugenotten zu. Diese warteten das Vorrücken der des Gegners nicht ab, sondern zogen sich nach Saint-Gilles-sur-Vie auf ihre Schiffe zurück. Diejenigen, denen das nicht mehr gelang, legten die Waffen nieder und baten um Gnade.
Etwa 1500 Hugenotten wurden von den Soldaten des François de La Rochefoucauld oder von den Bauern abgeschlachtet. Insofern war es eher ein Gemetzel bei Riez als ein „Gefecht“. Ebenso viele Hugenotten wurden gefangen genommen und zur Galeerenstrafe verurteilt. Auch 150 hugenottische Angehörige des Adels gerieten in Gefangenschaft.
Benjamin de Rohan entkam mit 30 von 700 Reitern nach La Rochelle. Von seinen 7.000 Infanteristen kamen nur 400 davon. Die sieben Kanonen, die Fahnen und die Bagage wurden von den königlichen Truppen erbeutet.
Nach diesem siegreichen Tag dinierte der König in Saint-Gilles und übernachtete in Apremont.

## Ergebnis
Das Bas-Poitou war von den Hugenotten „gesäubert“, allerdings lebte die Rebellion im Gebiet zwischen La Rochelle und den Aigues-Mortes sowie im Midi weiter. Der König wollte erst dann nach Paris zurückkehren, wenn die Rebellion niedergeschlagen war, und deshalb seine Armee weiterhin selbst befehligen. Mit ihr legte er – von Nantes nach Montpellier – noch 294 Lieues zurück. So bewegte sich die Armee nach zwei Rasttagen am 19. April über Niort, nach Aizenay, La Roche-sur-Yon, Sainte-Hermine und Fontenay-le-Comte, wo sie am 23. April ankam. Von dort zog sie weiter zur Belagerung von Royan.